# Campeonato Paraguaio de Futebol de 1919
O Campeonato Paraguaio de Futebol de 1919 foi o décimo terceiro torneio desta competição.  Participaram dez equipes. Não houve descenso, pois o Club Sol de América havia ganhado o playoff com o Club Vencedor, de Luque, e se manteve na primeira divisão deste ano.
| Equipe               | Cidade   | Departamento     | No ano anterior                                                      | Estádio | Capacidade | Títulos                    | Participações |
| -------------------- | -------- | ---------------- | -------------------------------------------------------------------- | ------- | ---------- | -------------------------- | ------------- |
| Atlántida Sport Club | Assunção | Distrito Capital | Oitavo Lugar                                                         | --      | --         | 0 (não possui)             | 6             |
| Club River Plate     | Assunção | Distrito Capital | Quarto Lugar                                                         | --      | --         | 0 (não possui)             | 6             |
| Club Cerro Porteño   | Assunção | Distrito Capital | Campeão                                                              | --      | --         | 3 (1913, 1915, 1918)       | 7             |
| Club Guaraní         | Assunção | Distrito Capital | Quinto Lugar                                                         | --      | --         | 2 (1906,1907 )             | 12            |
| Club Nacional        | Assunção | Distrito Capital | Vice Campeão                                                         | --      | --         | 2 (1909, 1911)             | 13            |
| Club Olimpia         | Assunção | Distrito Capital | Terceiro Lugar                                                       | --      | --         | 4 (1912, 1914, 1916, 1917) | 13            |
| Sol de América       | Assunção | Distrito Capital | Nono Lugar                                                           | --      | --         | 0 (não possui)             | 8             |
| Marte Atlético       | Luque    | Central          | Sétimo Lugar                                                         | --      | --         | 0 (não possui)             | 3             |
| Club Libertad        | Assunção | Distrito Capital | Sexto Lugar                                                          | --      | --         | 1 (1910)                   | 7             |
| Sastre Sport         | Assunção | Distrito Capital | Campeão do Campeonato Paraguaio de Futebol de 1918 - Segunda Divisão | --      | --         | 0 (não possui)             | 1             |

## Premiação
| Campeonato Paraguaio 1919 Primeira Divisão |
| Assunção                                   |
| ------------------------------------------ |
| Club Cerro Porteño Campeão (4º título)     |